# Hear ’n Aid (Album)
Hear ’n Aid ist ein 1986 veröffentlichtes Kompilationsalbum. Er entstand für das Projekt Hear ’n Aid, das zum Ziel hatte, nach dem Vorbild des Band-Aid-Projektes um Bob Geldof (1984), ein vergleichbares Musikprojekt in der Heavy-Metal-Szene zu etablieren, um Spenden für die Opfer der Hungersnot in Äthiopien 1984–1985 zu sammeln.

## Entstehung
Für das Album war von Vivian Campbell, Jimmy Bain und Ronnie James Dio der Song Stars geschrieben worden, der als Single veröffentlicht wurde und in Großbritannien Platz 26 der Charts erreichte. Stars wurde am 20. und 21. Mai 1985 mit der Beteiligung von vierzig Musikern aufgenommen, die im Entstehungsjahr populären Bands aus dem Hard-Rock- und Heavy-Metal-Bereich angehörten. Die Basisinstrumentierung entspricht der einer damals modernen Rockband; die Instrumente wurden von den Mitgliedern der Gruppe Dio gespielt.
Die übrigen Titel für das Album wurden von den beteiligten Bands für den guten Zweck zur Verfügung gestellt. Alle Einnahmen, die die Produktionskosten für das Album überstiegen, wurden gespendet.

## Titelliste
1. 7:16 – Stars – Hear ’n Aid (Bain, Campbell, Dio)
2. 5:03 – Up to the Limit (live) – Accept (Accept, Deaffy)
3. 4:57 – On the Road (live) – Motörhead (Kilmister, Burston, Campbell, Gill)
4. 5:09 – Distant Early Warning – Rush (Lee, Lifeson, Peart)
5. 4:24 – Heaven's on Fire (live) – Kiss (Stanley, Child)
6. 2:29 – Can you see me – Jimi Hendrix (Hendrix)
7. 4:45 – Hungry for Heaven (live) – Dio (Dio, Bain)
8. 4:33 – Go for the Throat – Y&T (Alvez, Hayes)
9. 6:15 – The Zoo – Scorpions (Schenker, Meine)